# Edward C. Meyer

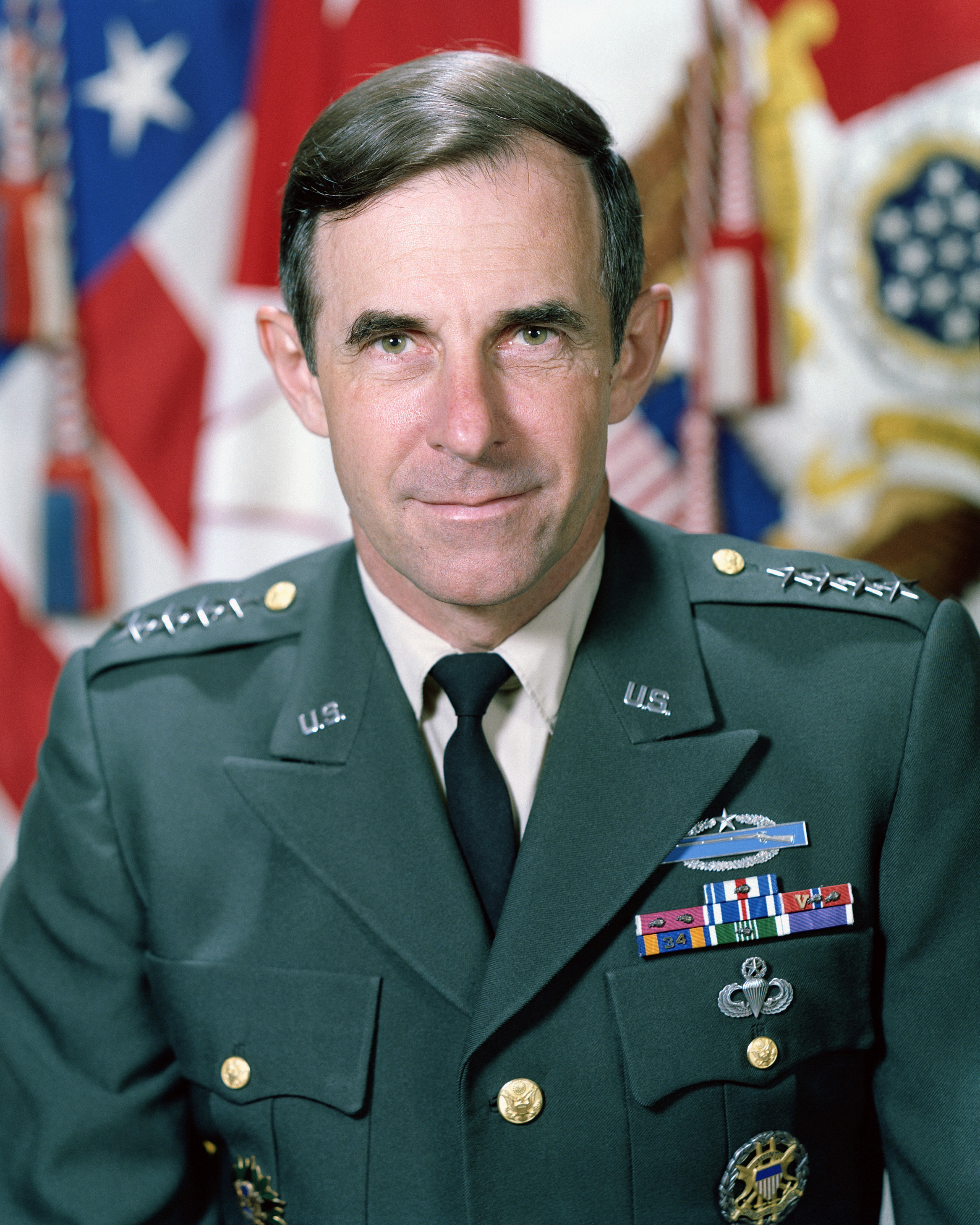
Edward C. Meyer (1983)

Edward Charles Meyer (* 11. Dezember 1928 in St. Marys, Pennsylvania; † 13. Oktober 2020 in Arlington County, Virginia) war ein US-amerikanischer General der US Army und Chief of Staff of the Army.

## Biografie
Edward Charles „Shy“ Meyer wurde in St. Marys, Pennsylvania geboren. Nach dem Abschluss der United States Military Academy in West Point, New York im Jahre 1951 wurde er zum Leutnant befördert. Danach besuchte er die US Army Infantry Schule bei Fort Benning, Georgia.
Im Koreakrieg diente er von 1951 bis 1952 als Zugführer und später im Range eines Oberleutnants auch als Kompaniechef und Stabsoffizier im II. Bataillon des 24. Infanterieregiments.
Nach weiteren Ausbildungstätigkeiten und Verwendungen in mehreren Bereichen studierte Edward C. Meyer am Armed Forces Staff College in Norfolk, Virginia und war bis 1965 in der Abteilung Koordination beim Chief of Staff of the Army beschäftigt.
Im Vietnamkrieg war er Offizier in der 3. Brigade der 1. US-Kavalleriedivision und später von 1965 bis 1966 Kommandeur des II. Bataillons des 5. US-Kavallerieregiments.
Ab 1967 absolvierte er das National War College und wurde in der Planungs- und Operationsabteilung beim Joint Chiefs of Staff eingesetzt. Er kehrte nach Vietnam zurück, kommandierte die 2. Brigade der 1. US-Kavalleriedivision und wurde daraufhin Chef des Stabes dieser Division.
1975 wechselte Edward C. Meyer ins Verteidigungsministerium der Vereinigten Staaten und war im Anschluss daran als General Chief of Staff of the Army von 1979 bis 1983.

## Privates
Edward C. Meyer heiratete 1954 und hatte drei Söhne und zwei Töchter. Seine Tochter Nancy heiratete den Schlagzeuger von Lynyrd Skynyrd, Michael Cartellone.

## Auszeichnungen
Auswahl der Dekorationen, sortiert in Anlehnung der Order of Precedence of the Military Awards:
- Defense Distinguished Service Medal
- Silver Star (2 ×)
- Distinguished Flying Cross
- Legion of Merit (3 ×)
- Bronze Star (3 ×)
- Purple Heart
- Army Commendation Medal (2 ×)